# Pseudoviridae
Gli pseudoviridae  costituiscono una famiglia di virus in cui vengono inclusi i seguenti generi:
- Genere Pseudovirus; specie tipo: Saccharomyces cerevisiae Ty1 virus[2][3]
- Genere Hemivirus; specie tipo: Drosophila melanogaster copia virus[4][5]
- Genere Sirevirus; specie tipo: Glycine max SIRE1 virus[6][7][6]

Un'ulteriore specie di Pseudoviridae senza genere non classificata è il virus Phaseolus vulgaris Tpv2-6 virus.
I virus della famiglia sono in realtà retrotrasposoni LTR della famiglia Ty1-copia. Essi si replicano tramite strutture chiamate particelle simili a virus (VLP). I VLP non sono infettivi come i normali virioni, ma costituiscono comunque una parte essenziale del ciclo di vita pseudovirale.

## Genoma
Il genoma dei virus di questa famiglia è un RNA non segmentato, -RT, a senso positivo, a filamento singolo ed è lungo 4200-9700 nucleotidi. Il genoma codifica proteine strutturali e proteine non strutturali che codifica per un RNA-dipendente DNA polimerasi, replicasi e trascrittasi inversa per la trascrizione inversa durante la fase di replicazione.

## Virologia
Il capside virale non è avvolto e sembra approssimativamente sferico. Il capside è rotondo con simmetria icosaedrica con numero di triangolazione (T) = 3 e 4. È anche isometrico a quasi isometrico e ha un diametro di 30-50 nm. I retrotrasposoni LTR sono scarsamente caratterizzati e non sono stati riportati lipidi.
Il genoma si integra nel genoma ospite e viene trascritto dagli enzimi delle cellule ospiti come l'RNA polimerasi II eucariotica. La replicazione del genoma avviene nel citoplasma ospite, mentre l'assemblaggio del nucleo possono avvenire nel citoplasma o nel nucleo.